# Wayne Hennessey
Wayne Robert Hennessey (sinh ngày 24 tháng 1 năm 1987) là một cầu thủ bóng đá chuyên nghiệp người xứ Wales hiện thi đấu ở vị trí thủ môn cho đội tuyển quốc gia Wales.